# Lars Låstbom
Lars Låstbom, född 1718, död 1799, var en svensk ämbetsman. 

## Biografi
Lars Låstbom föddes 1718. Han var son till rådmannen Gunnar Låstbom i Kristinehamn. Låstbom blev 1747 häradshövding i Åkerbo, Bankekinds, Hanekinds, Memmings och Skärkinds häraders domsaga och fick 1762 assessors namn, heder och värdighet. Han fick 1771 lagmans namn, heder och värdighet och blev 1781 efter domsagans delning häradshövding i Åkerbo, Memmings och Skärkinds häraders domsaga. År 1790 gjorde han Åkerby, Gårdeby socken till fideikommiss till svärsonen Carl Fredrik von Röök. Låstbom fick avsked från domartjänsten 1795 och avled 1799.

### Familj
Låstbom gifte sig 1 januari 1748 med Anna Bergenstråhle (1723–1804), dotter av häradshövdingen Jonas Bergenstråhle och Anna Märta Mühlenbrock.